# Nizza–Mont Agel
Das Straßenradrennen Nizza–Mont Agel war ein Eintagesrennen in Frankreich, das als Bergrennen von Nizza auf den Gipfel des Mont Agel im Département Alpes-Maritimes an der Grenze zu Monaco veranstaltet wurde. 
Die Rennen hatte 35 Ausgaben.

## Palmarès
- 1920  Henri Pélissier
- 1921  Henri Pélissier
- 1922  Henri Pélissier
- 1923  Charles Lacquehay
- 1924–1930 nicht ausgetragen
- 1931  Louis Minardi
- 1932  René Vietto
- 1933  Luigi Barral
- 1934  Luigi Barral
- 1935  Luigi Barral
- 1936  Luigi Barral
- 1937  Luigi Barral
- 1938  Francesco Camusso
- 1939  Émile Vaucher
- 1940 nicht ausgetragen
- 1941  Gabriel Ruozzi
- 1942  Gabriel Ruozzi
- 1943  Auguste Mallet
- 1944–1945 nicht ausgetragen
- 1946  Fermo Camellini
- 1947  Francis Fricker
- 1948  Pierre Molinéris
- 1949  Lucien Lazaridès
- 1950  Émile Teisseire
- 1951  Jean Dotto
- 1952  Jean Dotto
- 1953  José Gil Solé
- 1954  Federico Bahamontes
- 1955  José Gil Solé
- 1956  José Gil Solé
- 1957  José Gil Solé
- 1958  Alfred Gratton
- 1959  Claude Mattio
- 1960  José Gil Solé
- 1961  Federico Bahamontes
- 1962  Manuel Manzano
- 1963  René Binggeli
- 1964 nicht ausgetragen
- 1965  Italo Zilioli